# كيم كينتزيغر
كيم كينتزيغر (بالفرنسية: Kim Kintziger)‏ (2 أبريل 1987 بلوكسمبورغ - ) هو لاعب كرة قدم لوكسمبورغي في مركز الدفاع. شارك مع منتخب لوكسمبورغ لكرة القدم. أما مع النوادي، فقد لعب مع جينيس إيسش ونادي ديفردانج 03 وFC Swift Hesperange ‏ وUnion 05 Kayl-Tétange ‏.

## وصلات خارجية
- كيم كينتزيغر على موقع الاتحاد الدولي (مؤرشف)  (الإنجليزية)
- كيم كينتزيغر على موقع الاتحاد الأوربي (الإنجليزية)
- كيم كينتزيغر على موقع قاعدة بيانات كرة القدم.إي يو (الإنجليزية)
- كيم كينتزيغر على موقع ناشيونال فوتبول تيمز (الإنجليزية)
- كيم كينتزيغر على موقع Soccerway.com (الإنجليزية)